# Psalidognathus friendii
Psalidognathus friendii es una especie de escarabajo longicornio del género Psalidognathus, tribu Prionini, subfamilia Prioninae. Fue descrita científicamente por Gray en 1831.

## Descripción
Mide 40-70 milímetros de longitud.

## Distribución
Se distribuye por Bolivia, Brasil, Colombia, Ecuador, Panamá, Perú y Venezuela.